# Podalonia parallela
Podalonia parallela är en biart som beskrevs av Murray 1940. Podalonia parallela ingår i släktet Podalonia och familjen grävsteklar. Inga underarter finns listade i Catalogue of Life.